# Суржа
Суржа (укр. Суржа) — село в Каменец-Подольском районе Хмельницкой области Украины.
Население по данным 2025 года составляет 194 человека. Почтовый индекс — 32345. Телефонный код — 3849. Занимает площадь 0,778 км².

## Местный совет
32345, Хмельницкая обл., Каменец-Подольский р-н, с. Кадиевцы